# Neoseiulella myopori
Neoseiulella myopori är en spindeldjursart som först beskrevs av Elsie Collyer 1982.  Neoseiulella myopori ingår i släktet Neoseiulella och familjen Phytoseiidae. Inga underarter finns listade i Catalogue of Life.